# Paracerceis dollfusi
Paracerceis dollfusi är en kräftdjursart som beskrevs av Atilio Lombardo 1985. Paracerceis dollfusi ingår i släktet Paracerceis och familjen klotkräftor. Inga underarter finns listade i Catalogue of Life.